# Nyora
Nyora är en del av en befolkad plats i Australien. Den ligger i kommunen South Gippsland och delstaten Victoria, omkring 85 kilometer sydost om delstatshuvudstaden Melbourne. Antalet invånare är 592.
Runt Nyora är det glesbefolkat, med 14 invånare per kvadratkilometer.. Nyora är det största samhället i trakten.
I omgivningarna runt Nyora växer i huvudsak städsegrön lövskog. Genomsnittlig årsnederbörd är 1 332 millimeter. Den regnigaste månaden är juni, med i genomsnitt 166 mm nederbörd, och den torraste är januari, med 57 mm nederbörd.